# Lilla Eskilsgöl
Lilla Eskilsgöl är en sjö i Högsby kommun i Småland och ingår i Alsteråns huvudavrinningsområde. Sjöns area är 0,01 kvadratkilometer och den är belägen 86 meter över havet.